# 三遊亭清遊
三遊亭 清遊（さんゆうてい せいゆう）は、落語家の名跡。
- 三遊亭清遊 - 後の三遊亭鯉遊。
- 三遊亭清遊 - 後の若柳吉蔵。
- 三遊亭清遊 - 本項にて詳述。

三遊亭 清遊（慶応3年11月（1867年11月ないし12月） - 没年月日不詳）は、落語家。本名は荒木直次郎。
始めは7代目土橋亭里う馬門下で龍三を名乗る。後に初代三遊亭小圓遊門下に移り（小圓遊門下ではなく初代圓遊門下に移ったという説あり）小三郎となる。音曲の腕が良く、小圓遊は彼をよく前座に起用した。
その後2代目三遊亭圓遊門下で清遊となる。
出世欲がないのと同時に、自分へのお世辞にも耳を貸すことも、他人におべっかを使うこともしなかったという。生涯前座のままであった。
1917年までは名簿に名前が確認されているが、以後の消息は不明。